# Sean Lineen
Pas d'image ? Cliquez ici

a Compétitions nationales et continentales officielles uniquement.

b Matchs officiels uniquement.
Dernière mise à jour le 4 décembre 2017.
 Sean Raymond Patrick Lineen, est né le 25 décembre 1961 à Auckland (Nouvelle-Zélande). C’est un ancien joueur de rugby à XV qui a joué avec l'équipe d'Écosse, évoluant au poste de trois quart centre.

## Biographie
Né le 25 décembre 1961 à Auckland en Nouvelle-Zélande, il est le fils de l'ancien international néo-zélandais Terry Lineen (en).
Il a disputé son premier test match le 21 janvier 1989 contre l'équipe du Pays de Galles, et son dernier test match le 21 juin 1992 contre l'équipe d'Australie.
Lineen a disputé cinq matchs de la coupe du monde de rugby 1991. 
Reconverti au poste d'entraîneur, Lineen prend les rênes des Glasgow Warriors en 2006. Fin 2013, la fédération écossaise de rugby à XV le réaffecte à la tête de l'équipe d'Écosse de rugby à XV des moins de 20 ans.

## Palmarès
- 29 sélections en équipe nationale (+ 1 non officielle)
- Sélections par années : 6 en 1989, 7 en 1990, 10 en 1991, 6 en 1992.
- Tournois des Cinq Nations disputés: 1989, 1990, 1991, 1992.
- Vainqueur du Grand Chelem en 1990.